# 大众ID.3
大众ID.3是大众汽车自2019年起生产的一款紧凑型純電動車，是首款采用大众集团MEB平台的量产车型，也是大众ID.系列的首款量产车型，于2019年9月9日在德國國際車展上首次亮相。该车于2020年9月在德國开始交付。

## 历史

### 概念车版本

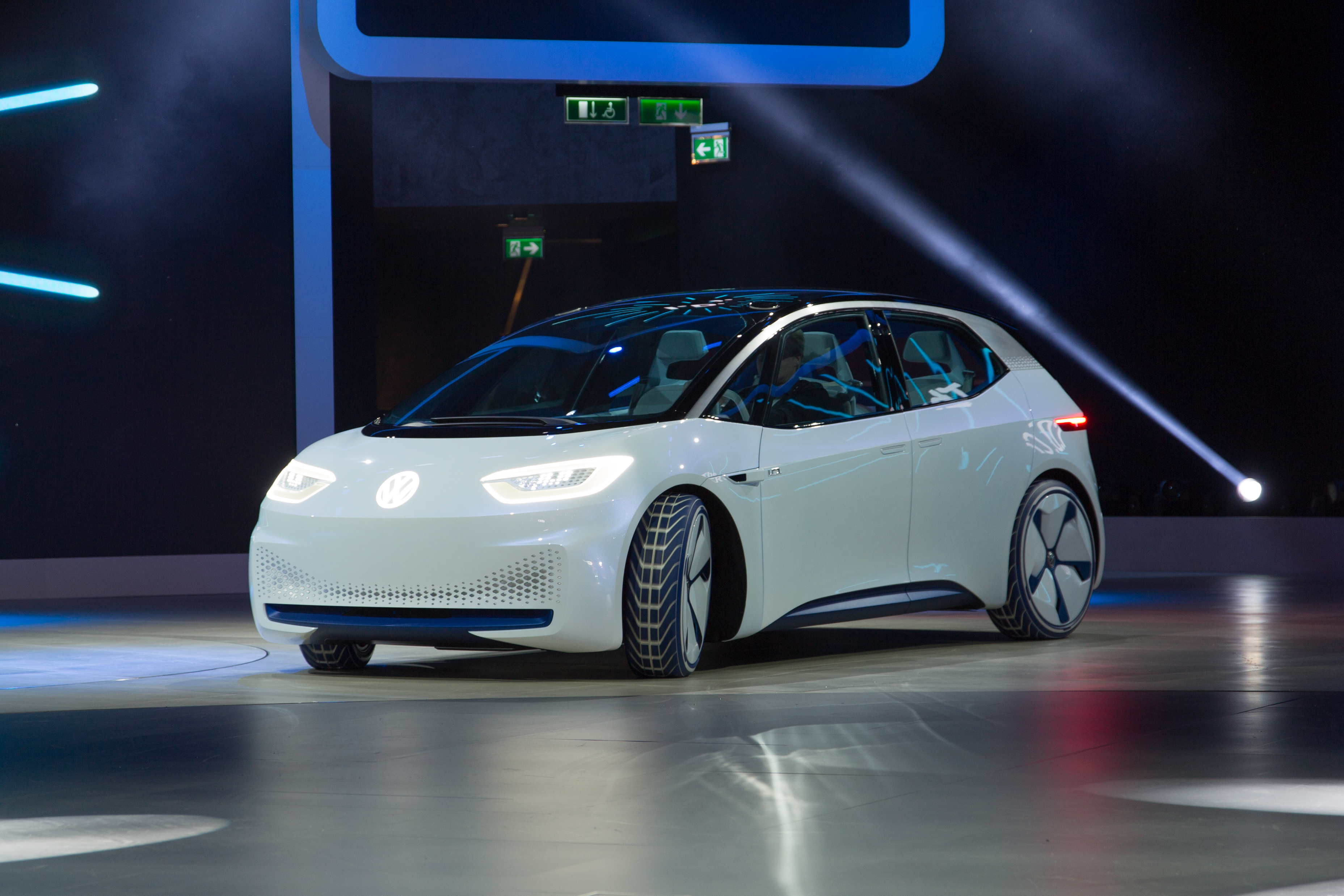
2017年法兰克福车展展出的大众ID.概念车

大众ID.3最初于2016年的巴黎车展以概念车的形式展出，其名称为大众ID.，是ID.系列下的首款概念车。

### 量产车版本
2019年5月，大众汽车确认基于ID.概念车原型的量产车被命名为ID.3，而非传闻的I.D. Neo。大众ID.3是大众基于MEB平台推出的首五款车型中的其中一款，后续推出的小型车将以ID.1和ID.2的名称推出，较大尺寸的车型将使用ID.4至ID.9的名称。大众还申请了带有“X”结尾的商标保护，据报道称，初期该商标将为后续推出的SUV使用。ID.3首发版本的预订于 2019年5月8日开始，每辆定金为1000欧元；预计于2020年中期交付。预订开放后的24小时内订单量达到1万辆，在德國國際車展首发之前，累计订单量达到3万辆。该车于2019年9月9日在德國國際車展上首次亮相，并随大众全新标志与品牌形象一同发布。
ID.3于2020年9月在德國开始交付，由大众茨维考工厂負責组装。大众汽车预计自2021年起，茨维考工厂的全部产能（年产量33万辆）均生产基于 MEB平台的电动汽车。2021年，德累斯顿透明工厂又启动了一条ID.3生产线。同年，大众汽车表示考虑推出ID.3的敞篷版，并发布了两张设计图。
中国大陆方面，ID.3由上汽大众生产，2021年6月经工业和信息化部批准进入产品公告，同年10月22日上市销售。由于中国的生产成本优势、能源成本较低、供应链较大、市场竞争更激烈等多种因素，导致中国大陆销售的ID.3售价要低于欧洲。
2023年3月，大众发布了ID.3的改款版本。改款车型的前保险杠和进气口经过了略微重新设计，同时内饰材料的质量也得到了改善。预计在2024年中期，ID.3将在澳大利亚与ID.4、ID.5和ID. Buzz同时推出。

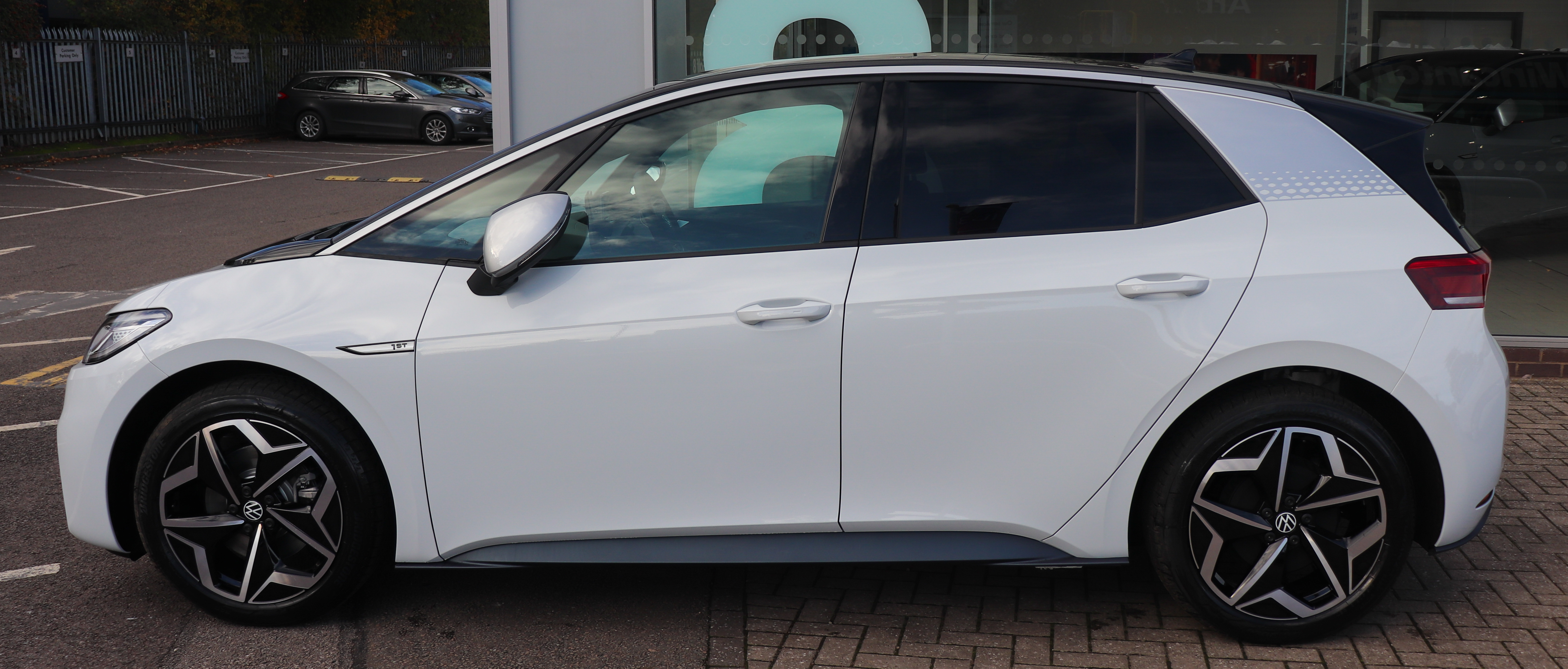
左侧
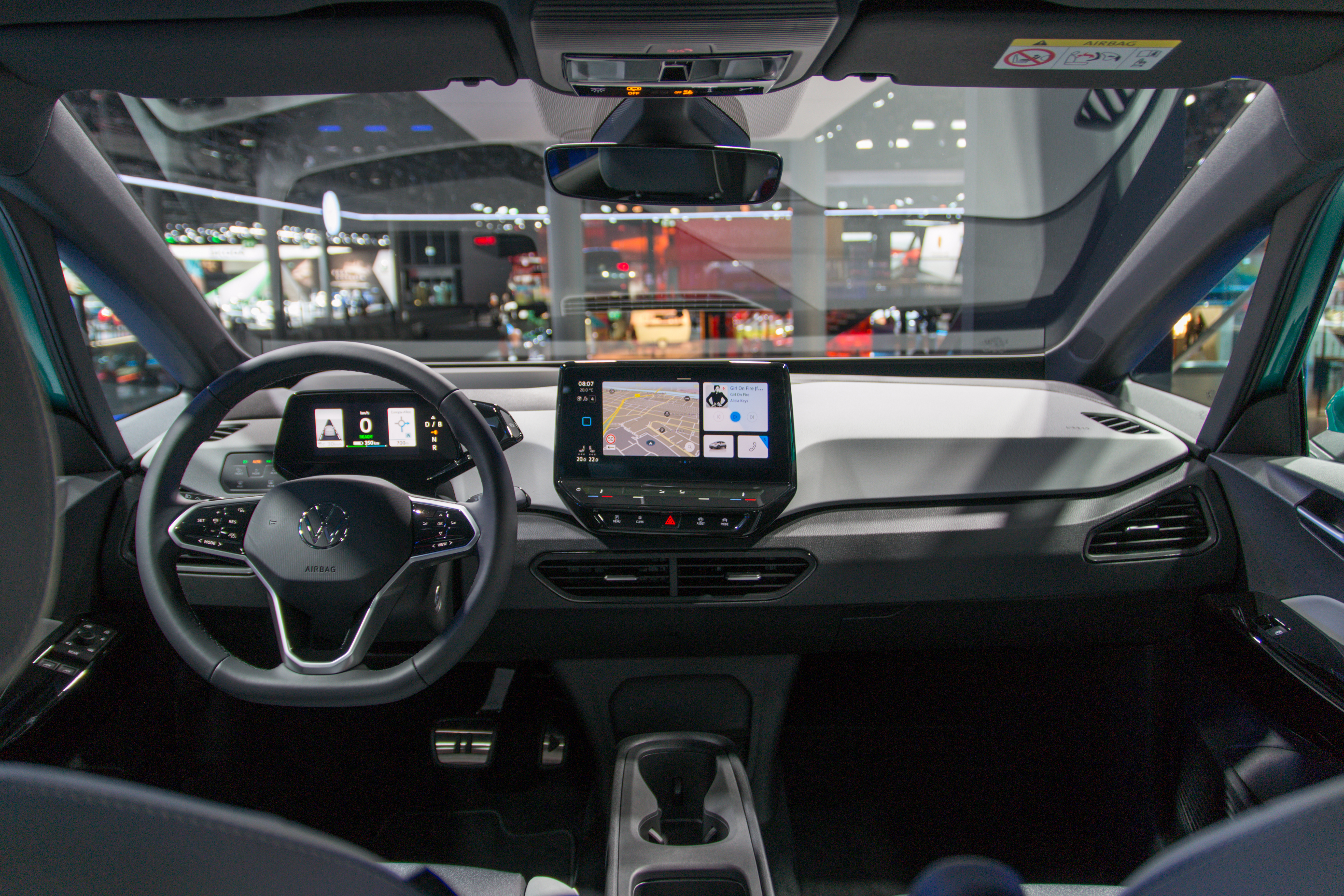
内饰
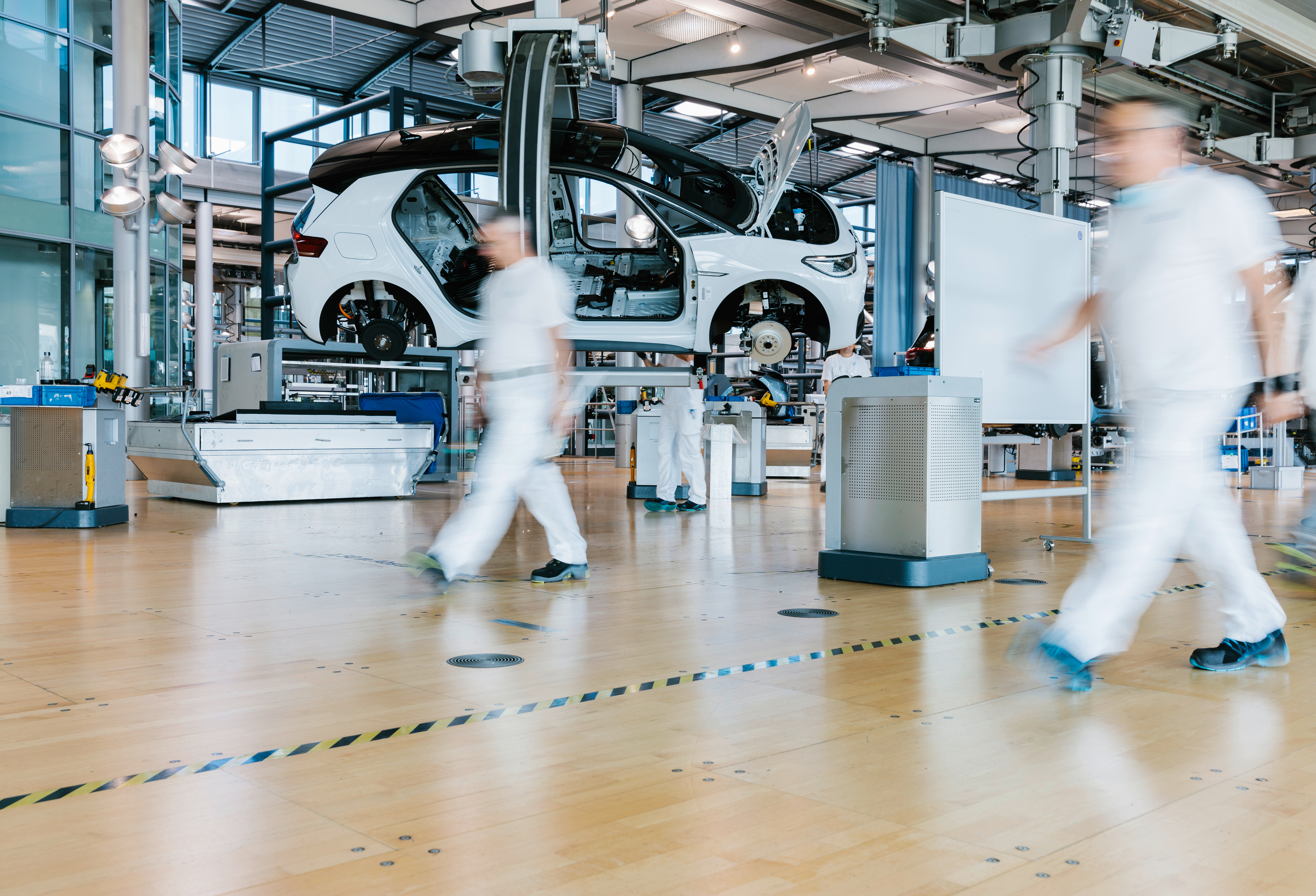
德累斯顿透明工厂的ID.3生产线
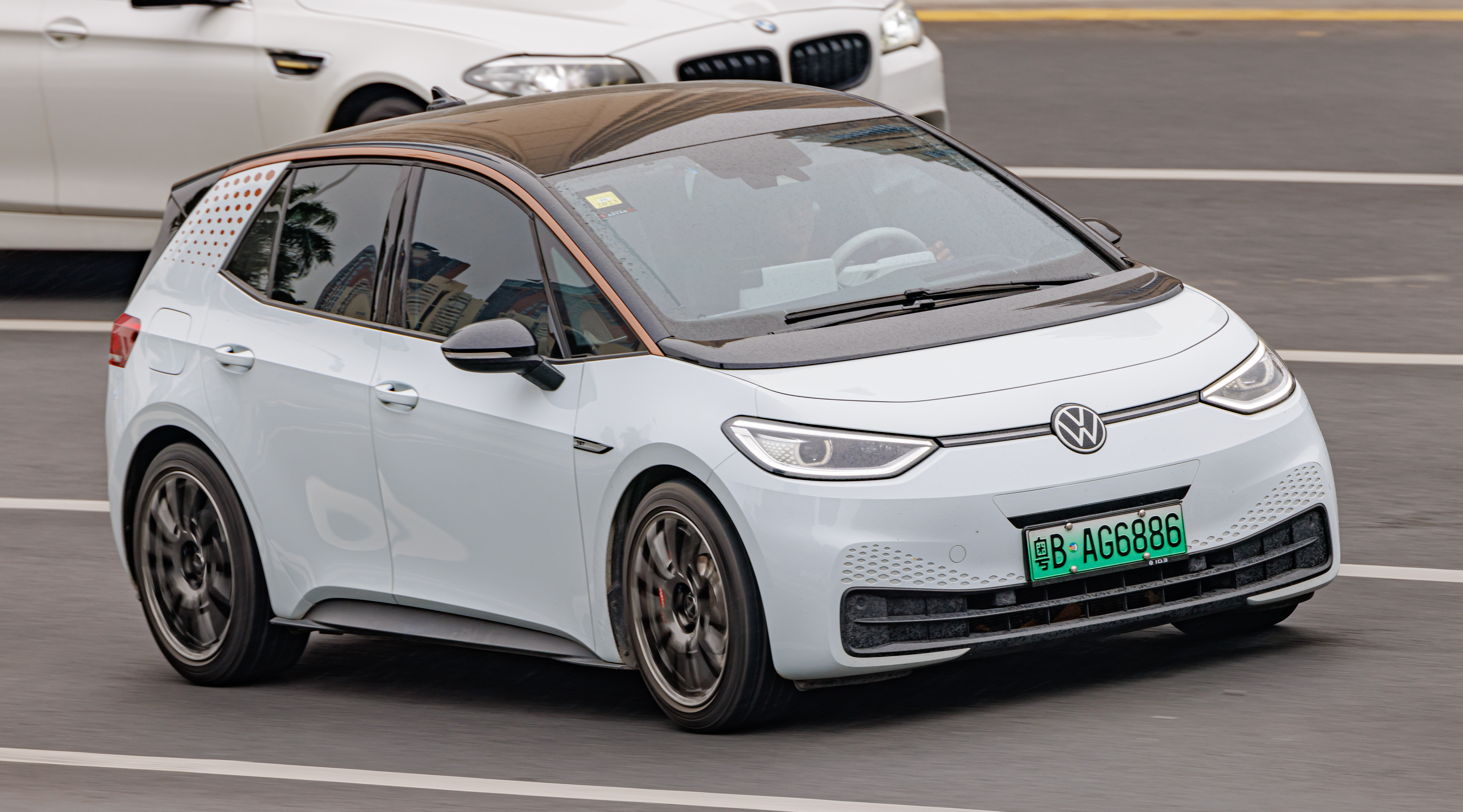
中国大陆版本的ID.3
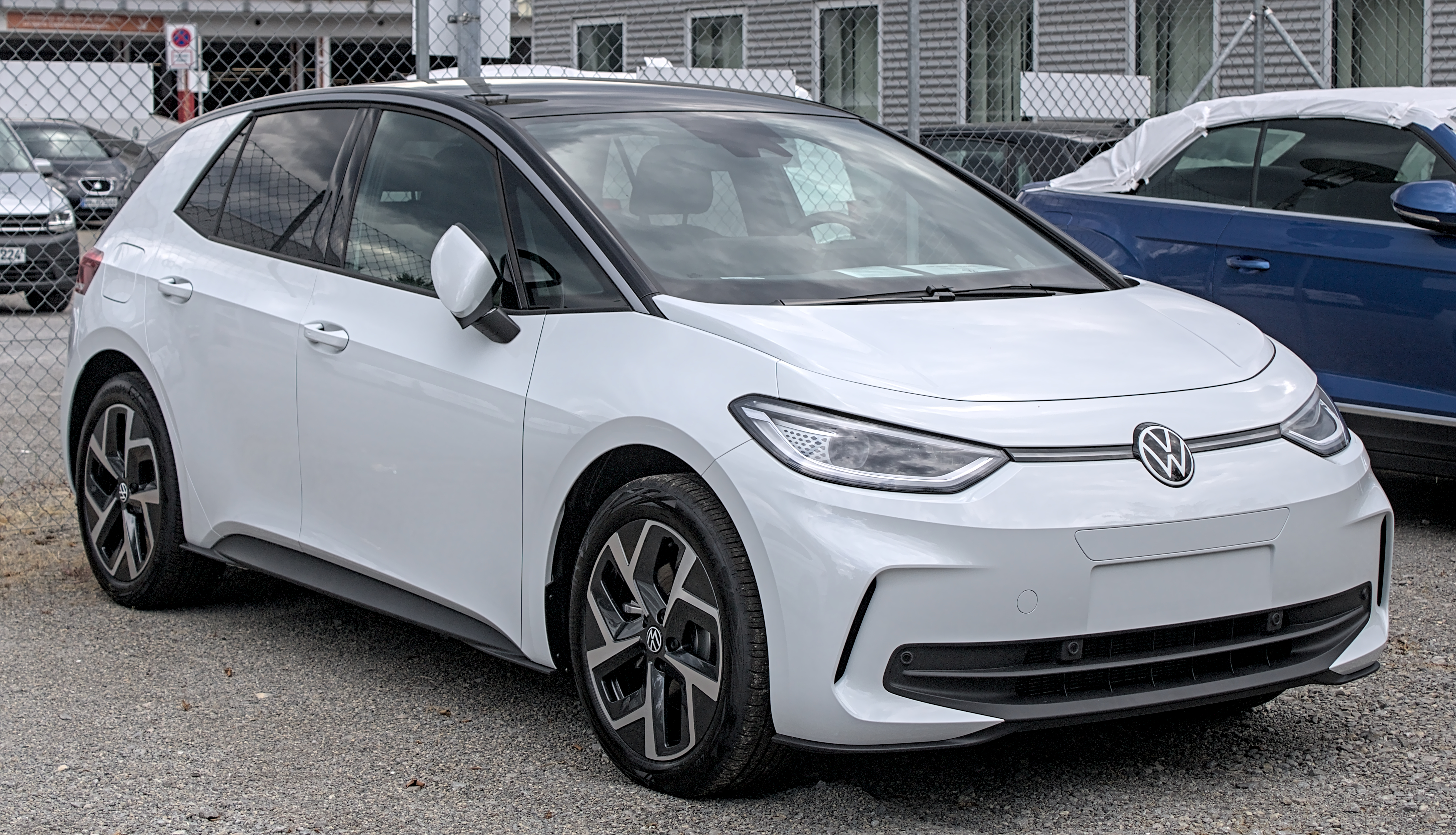
2023年改款

## 特征
于发布时，欧洲市场的ID.3有两种型号可供选择，分别是Pro Performance和Pro S，均采用APP 310牵引电机。该电机的输出功率为150 kW（204 PS；201 hp）和310 N·m（229 ft·lb）。Pro Performance电池的有效容量为58 kWh，而Pro S电池的有效容量为77 kWh:21。第三款车型（暂定以“ID.3 Pro”出售）的输出功率为107 kW（145 PS；143 hp）:21。入门级版本“ID.3 Pure Performance”于2021年4月上市，该版本配备较小的电池包（45 kWh）:4，输出功率略微升级为150 PS；110 kW（148 hp）。两款高性能版本ID.3 GTX和ID.3 GTX Performance已宣布将于2024年底发布，配备升级的79 kWh电池，输出功率分别达到201 kW（273 PS；270 hp）和240 kW（326 PS；322 hp）。在中国大陆市场销售的ID.3早期采用57.3kWh的三元锂电池组，续航里程为430（270英里），之后的电池包改为52.8 kWh。
欧洲市场的ID.3提供三种不同的电池选择。Pro Performance和Pro S中的电池包均为高14 cm（5.5英寸），宽145 cm（57英寸）。Pro Performance电池包的宽度为144 cm（57英寸），而较大的Pro S电池包宽度为182 cm（72英寸）:24。Pro S的电池包重量达到495（1,091磅）:24。该车配备液冷热管理系统，以提高动力输出和使用寿命。大众官方表示，ID.3电池在8年或160,000 km（99,000 mi）的运行期后仍能保留其原始容量的70%:24–25。
在使用车载交流充电器时，Pro Performance和Pro S的充电速率限制为最大11 kW；当通过組合充電系統入口连接直流源时，最大输入功率将上升到100 kW（Pro Performance）或125 kW（Pro S）:25–26。基本型号的充电率计划限制为7.2 kW（交流电）和50 kW（直流电），并可选择100 kW（直流电）:12。
ID.3的77kWh版本有四座和五座可选，其他车型仅五座版本提供。除77 kWh车型外，其他车型均可选配全景天窗，可与后部支撑挂钩上的自行车架结合使用。
该车的风阻系数为0.267，迎风面积为2.36平方米，最小转弯半径为5.1（17英尺）。

## 奖项
2021年1月，ID.3 Pro Performance Life被英国《What Car?》杂志评为年度小型电动车，该刊对ID.3的测评中给出了五星评价。

## 销量
大众ID.3于2020年交付近5.7万辆，上市仅4个月即跻身全球十大畅销插电式汽车之列。ID.3于2020年10月首次成为欧洲市场销量最高的纯电动汽车。在中国大陆市场，ID.3于2023年成为A级两厢车的销量冠军，以及合资品牌纯电动车型的销量冠军。尤其是自2023年下半年后，上汽大众通过大幅降价手段，促使ID.3的销量得以大幅攀升。
| 年份 | 全球（总产量） | 欧洲销量 | 中国大陆销量 |
| ---- | -------------- | -------- | ------------ |
| 2020 | 64,259         | 54,495   |              |
| 2021 | 73,738         | 72,723   | 6,737        |
| 2022 | 83,432         | 60,086   | 24,452       |
| 2023 | 142,216        |          | 82,676       |

## 相关问题
2020年初，大众宣布ID.3的交付至少推迟到2020年9月，原因是软件错误，大众尚未解决。一些简配版车辆已于9月交付，而车联网版车辆于2020年底交付。